# Bari Marconi
Bari Marconi (wł. Stazione di Bari Marconi, oficjalnie Marconi) – przystanek kolejowy w Bari, w prowincji Bari, w regionie Apulia, we Włoszech. Znajduje się w dzielnicy Japigia i Madonnella. Nazwa wywodzi się od  Instytutu Przemysłowego i Wyższej Szkoły Technicznej, które znajduje się w przedniej części przystanku.
Według klasyfikacji RFI ma kategorię srebrną.

## Historia
Przystanek został uruchomiony 31 maja 1992, w celu zwiększenia liczby przystanków kolei miejskiej.

## Linie kolejowe
- Adriatica